# 克里夢妮 (俄刻阿尼得斯)
克里夢妮（英語：Clymene，希臘語：Κλυμένη）是希臘神話中的一個俄刻阿尼得斯（海仙女）。他是泰坦神歐開諾斯與忒堤斯的眾多女兒之一，伊阿珀托斯的妻子，與伊阿珀托斯育有普羅米修斯、艾比米修斯以及阿特拉斯三個兒子。